# Radikálová polymerizace s přenosem atomů
Radikálová polymerizace s přenosem atomů (ATRP) je druh radikálové polymerizace s vratnou deaktivací. Podobně jako u radikálové adice s přenosem atomů se při ní vytváří vazba uhlík–uhlík za katalýzy přechodným kovem. Důležitou součástí reakce je přenos atomů; díky tomu roste řetězec polymeru jednotně. Tento druh polymerizace byl nezávisle na sobě objeven dvěma skupinami v roce 1995.

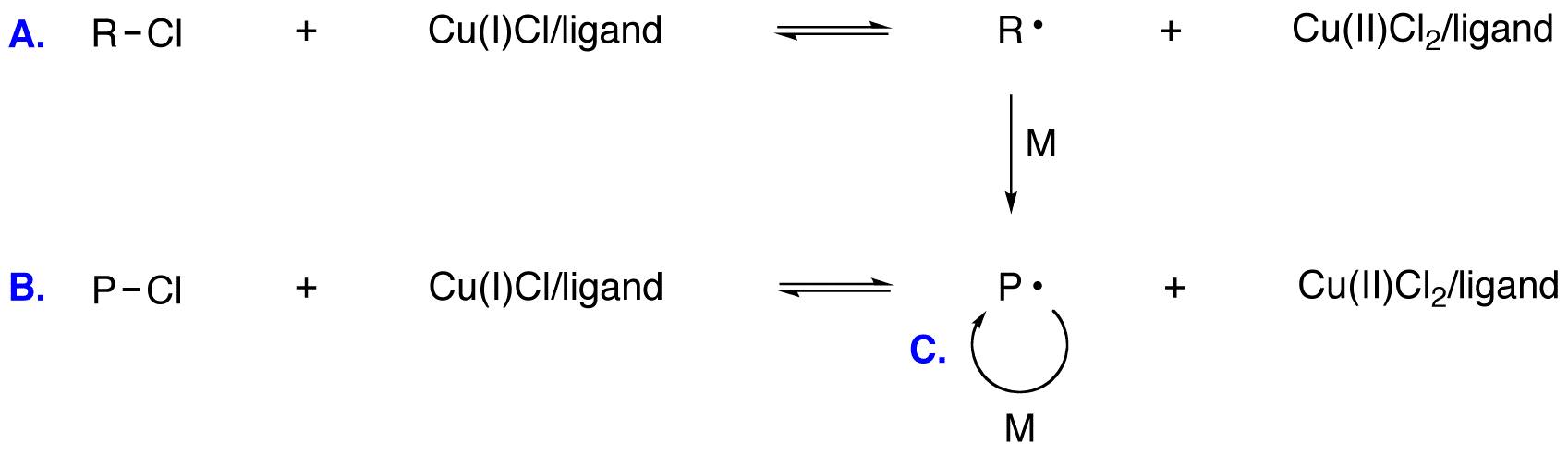
Obecná radikálová polymerizace s přenosem atomů; A: iniciace, B: rovnováha s neaktivními částicemi C: propagace

Radikálová polymerizace s přenosem atomů probíhá podle následujícího schématu:

## Obecné vlastnosti
Radikálové polymerizace s přenosem atomů bývají katalyzovány komplexy přechodných kovů, používají se hlavně Cu, Fe, Ru, Ni, nebo Os, jako iniciátory slouží alkylhalogenidy (R-X).V průběhu reakce se neaktivní částice aktivují tvorbou radikálů jednoelektronovým přenosem působením komplexu; současně se přechodný kov oxiduje. Tímto vratným dějem rychle vzniká rovnováha vytvářející nízkou koncentraci radikálů; množství polymerních řetězců je určováno množstvím iniciátorů. Každý narůstající řetězec má stejnou pravděpodobnost propagování monomery za tvorby aktivních či neaktivních řetězců (R-Pn-X), z tohoto důvodu bývá rozdělení molárních hmotností produktů úzké.
Při těchto reakcích je možné použít mnoho různých druhů monomerů a iniciátorů (rozlišených podle funkčních skupin), například allylové, aminové, epoxidové, hydroxylové a vinylové. Reakce se provádějí snadno a katalyzátory (založené na mědi), pyridinové ligandy a alkylhalogenidové iniciátory nejsou příliš nákladné.

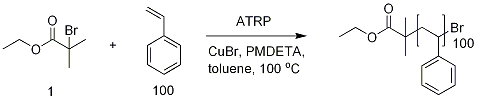
Radikálová polymerizace s přenosem atomů u styrenu; pokud zreaguje všechen styren, tak se polymer bude skládat ze 100 monomerů; PMDETA je N,N,N′,N′′,N′′-pentamethyldiethylentriamin.

## Složky
U radikálových polymerizací s přenosem atomů je pět důležitých složek: monomer, iniciátor, katalyzátor, ligand, a rozpouštědlo.

### Monomer
Monomery bývají molekuly obsahující substituenty schopné stabilizovat propagované radikály, jde například o styreny, methakryláty, methakrylamidy a akrylonitrily. Produkty těchto reakcí bývají polymery s vysokými středními molekulovými hmotnostmi a nízkou disperzitou. Rychlost propagace je u každého monomeru jiná a jetak potřebná optimalizace ostatních složek polymerizace, aby byla koncentrace neaktivních částic vyšší než koncentrace propagovaných radikálů, ale dostatečně nízká, aby bránila zpomalení či zastavení reakce.

### Iniciátor

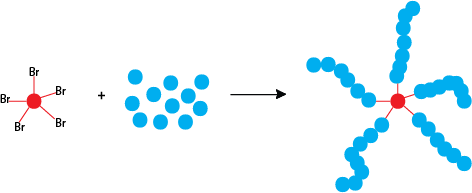
Iniciátor reakce vedoucí k hvězdicovitému polymeru

Množství narůstajících polymerních řetězců je určováno iniciátorem. K dosažení nízké polydisperzity a řízené polymerizace musí být iniciace alespoň stejně rychlá jako propagace, vhodnější je, aby probíhala rychleji Ideálně by měly být všechny řetězce iniciovány v krátké době a propagovat se stejně rychle. Iniciátory jsou obvykle alkylhaogenidy, které mívají podobné struktury jako propagované radikály. Alkylbromidy jsou reaktivnější než alkylchloridy, dobrého řízení molárních hmotností lze ovšem dosáhnout u obou. Vlastnosti polymeru ovlivňuje i tvar struktury iniciátoru; iniciátory s více alkylhalogenidovými skupinami mohou vést ke hvězdicovitým polymerům. Alfa-funkcionalizované iniciátory lze použít na přípravu heterotelechelických polymerů s nejrůznějšími koncovými skupinami

### Katalyzátor
Katalyzátor je nejdůležitější složkou, protože určuje konstantu rovnováhy mezi aktivními a neaktivními částicemi a tím také rychlost polymerizace. Příliš nízká rovnovážná konstanta by reakci mohla zpomalit až zastavit a příliš vysoká by způsobovala široké rozdělení délek řetězce.
Katalyzátor musí mít tyto vlastnosti:
1. Kov musí mít dostupná dvě oxidační čísla lišící se o jeden elektron.
2. Kovové centrum musí mít dostatečnou afinitu k halogenům.
3. Koordinační sféra kovu má být po oxidaci rozšířitelná, aby mohla navázat halogen.
4. Katalyzátor by neměl vyvolávat větší množství vedlejších reakcí jako jsou nevratné párování s propagovanými radikály a katalyzátorová terminace.

Nejvíce jsou prozkoumané katalyzátory založené na mědi, které se ukázaly jako vhodné pro nejširší spektrum monomerů.

### Ligand
Důležitá je také volba ligandu používaného společně s halogenidem kovu na tvorbu katalytického komplexu. Hlavní úlohou ligandu je přeměna halogenidu do rozpustné podoby a úprava redoxního potenciálu kovu, čímž se změní aktivita a dynamika výměny halogenu i aktivace a deaktivace polymerních řetězců, což má velký vliv na kinetiku a řiditelnost reakce. Ligandy se vybírají na základě aktivity monomeru a podle zvoleného kovu. K nejčastěji používaným halogenidům mědi se obvykle přidávají aminové ligandy. Ligandy s vyšší aktivitou mohou snižovat koncentraci katalyzátoru v reakčním prostředí, protože aktivnější katalyzátor zvyšuje koncentraci deaktivátorů; příliš aktivní katalyzátor by ale navyšoval polydispersitu vzniklého polymeru.

### Rozpouštědlo
Obvyklými rozpouštědly pro radikálové polymerizace s přenosem atomů jsou toluen, 1,4-dioxan, xylen, anisol, dimethylformamid, dimethylsulfoxid, voda, methanol a acetonitril; jako rozpouštědlo může sloužit i samotný monomer.

## Kinetika
Radikálová polymerizace s přenosem atomů se skládá z těchto dílčích reakcí:
- Iniciace
{\displaystyle {\begin{array}{ll}{\color {Blue}{\ce {R}}}{-}{\color {Red}{\ce {X}}}+{\color {Green}{\ce {Cu^{I}}}}{\color {Red}{\ce {X}}}/{\ce {L}}\ {\overset {k_{a,0}}{\underset {k_{d,0}}{\ce {<<=>}}}}\ {\color {Green}{\ce {Cu^{II}}}}{\color {Red}{\ce {X2}}}/{\ce {L}}+{\color {Blue}{\ce {R}}}^{\cdot }&K_{\ce {ATRP,0}}={\frac {k_{a,0}}{k_{d,0}}}\\{\color {Blue}{\ce {R}}}^{\cdot }{\ce {+M->[k_{\ce {add}}]}}{\color {Blue}{\ce {R}}}{\ce {-P1^{.}}}\\2{\color {Blue}{\ce {R}}}^{\cdot }{\ce {->[k_{t,0}]}}{\begin{Bmatrix}{\color {Blue}{\ce {R}}}{-}{\color {Blue}{\ce {R}}}\\{\ce {or}}\\{\color {Blue}{\ce {R}}}^{=}+{\color {Blue}{\ce {R}}}{\ce {H}}\end{Bmatrix}}\end{array}}}
Kvazirovnovážný stav
{\displaystyle {\begin{array}{ll}{\color {Blue}{\ce {R}}}{\ce {-P_{\mathit {n}}}}{-}{\color {Red}{\ce {X}}}+{\color {Green}{\ce {Cu^{I}}}}{\color {Red}{\ce {X}}}/{\ce {L}}\ {\overset {k_{a}}{\underset {k_{d}}{\ce {<<=>}}}}\ {\color {Green}{\ce {Cu^{II}}}}{\color {Red}{\ce {X2}}}/{\ce {L}}+{\color {Blue}{\ce {R}}}{\ce {-P_{\mathit {n}}^{.}}}&{\begin{array}{l}{\ce {ATRP}}\\{\ce {activation/deactivation}}\\{\ce {equilibrium}}\\K_{\ce {ATRP}}={\frac {k_{a}}{k_{d}}}\end{array}}\\\left.{\begin{aligned}{\color {Blue}{\ce {R}}}{\ce {-P_{\mathit {n}}^{.}}}+{\ce {M}}\ &{\ce {->[k_{p}]}}{\color {Blue}{\ce {R}}}{\ce {-P_{{\mathit {n}}+1}^{.}}}\\2{\color {Blue}{\ce {R}}}{\ce {-P_{\mathit {n}}^{.}}}\ &{\ce {->[k_{t}]}}{\begin{Bmatrix}{\color {Blue}{\ce {R}}}{\ce {-P_{\mathit {n}}-P_{\mathit {n}}}}{-}{\color {Blue}{\ce {R}}}\\{\ce {or}}\\{\color {Blue}{\ce {R}}}{\ce {-P_{\mathit {n}}^{=}}}+{\color {Blue}{\ce {R}}}{\ce {-P_{\mathit {n}}-H}}\end{Bmatrix}}\quad \end{aligned}}\right\}&{\begin{array}{l}{\text{Same as conventional}}\\{\text{radical polymerization}}\end{array}}\end{array}}}
- V úvahu je třeba brát i jiné štěpící reakce ({\displaystyle k_{tx}}).

### Rovnovážná konstanta
Koncentrace radikálů při běžné radikálová polymerizaci s přenosem atomů lze spočítat podle následující rovnice:
{\displaystyle [{\ce {R-P}}_{n}^{\bullet }]=K_{{\ce {ATRP}}}\cdot [{\ce {R-P}}_{n}{\ce {-X}}]\cdot {\frac {{\ce {[Cu^{I}X/L]}}}{{\ce {[Cu^{II}X2/L]}}}}}
K určení koncentrace radikálů je třeba znát rovnovážnou konstantu, označovanou KATRP. Její hodnota závisí na energii homolytického štěpení alkylhalogenidu a na redoxním potenciálu Cu v katalyzátoru, který je určován použitým ligandem. U dvou různých alkylhalogenidů (R1-X a R2-X) a dvou různých ligandů (L1 a L2) lze vytvořit čtyři kombinace. Nechť KijATRP je hodnota KATRP pro Ri-X a Lj. Pokud jsou známy konstanty pro tři kombinace, tak lze spočítat čtvrtou jako:
{\displaystyle K_{\mathrm {ATRP} }^{22}={\dfrac {K_{\mathrm {ATRP} }^{12}\times K_{\mathrm {ATRP} }^{21}}{K_{\mathrm {ATRP} }^{11}}}}
KATRP pro různé alkylhalíogenidy a katalyzátory jsou popsány v literatuře.
KATRP ovlivňuje i použité rozpouštědlo, její hodnoty se pro danou kombinaci alkylhalogenidu a katalyzátoru zvyšují s polaritou rozpouštědla. Polymerizace probíhá ve směsi rozpouštědla a monomeru, soustava rozpouštědlo/monomer/polymer se tak průběžně mění. Změnou reakčního prostředí od čistého methylakrylátu k čistému dimethylsulfoxidu se KATRP změní 10000krát.

### Rychlostní konstanta aktivace a deaktivace
Rychlostní konstanta deaktivace, kd, musí být k dosažení nízké disperzity dostatečně vysoká. Přímé měření kd je obtížné, většinou se tak počítá ze známých hodnot KATRP a ka. Komplexy mědi poskytující velmi nízké kd nejsou vhodné.

### Zachování koncových skupin
Při polymerizacích je obvykle potřeba zachovávat koncové skupiny. Pomocí 1H NMR a hmotnostní spektroskopie nelze míru jejich ztráty určit přesně a podíl jednotlivých reakcí štěpících řetězec se tak určuje obtížně. Jedním z pravidel týkajících se radikálových polymerizací s přenosem atomu je zachovávání halogenů. Celkové množství halogenů v reakční soustavě zůstává stejné; pomocí tohoto pravidla lze přesně určovat míry zachování koncových skupin. Tato přesná určení umožnila další výzkum reakcí štěpících řetězec.

## Výhody a nevýhody

### Výhody
Pomocí radikálových polymerizací s přenosem atomů lze polymerizovat široké rozmezí monomerů s různými funkčními skupinami, takže je tento postup šetrnější k funkčním skupinám než iontová polymerizace. Umožňuje dobré řízení reakce, struktury a složení polymerů za nízkých polydisperzit (1,05-1,2). Halogen zachovaný na konci polymerního řetězce po skončení polymerizace dovoluje následné úpravy konce řetězce reaktivními skupinami. Použití vícefunkčních iniciátorů ulehčuje přípravu hvězdicových a telechelických polymerů.

### Nevýhody
Nejvýraznější nevýhodou radikálové polymerizace s přenosem atomů je potřeba vysoké koncentrace katalyzátoru; obvykle tvořeného halogenidem mědi a aminovým ligandem. Odstraňování mědi z výsledného produktu bývá pracné a nákladné, což omezuje průmyslové využití tohoto druhu polymerizace. Probíhá výzkum, který se snaží potřebná množství katalyzátorů výrazně snížit. Radikálové polymerizace s přenosem atomů jsou zpravidla citlivé na vzduch, existují ale i varianty, které tento nedostatek překonávají. Tento druh polymerizace se obtížně provádí ve vodných roztocích.

## Druhy

### Regenerace aktivátoru

Obnova aktivátoru při radikálové polymerizaci s přenosem atomů

Při běžné radikálové polymerizaci s přenosem atomů se koncentrace radikálů určuje pomocí hodnoty KATRP, koncentrace neaktivních částic a poměru [CuI]/[CuII]; celkové množství mědi by tak nemělo ovlivňovat kinetiku polymerizace. Ztráta koncových skupin ale pomalu, ovšem nevratně, přeměňuje CuI na CuII. Počáteční hodnoty poměru [CuI]/[I] bývají obvykle 0,1 až 1. Při nízké koncentraci katalyzátoru, je k jejich kompenzaci a dalšímu pokračování reakce potřeba obnovovat aktivátor a významné množství CuI. K obnově aktivátoru bylo vyvinuto několik metod, ICAR ATRP, ARGET ATRP, SARA ATRP, eATRP a fotoindukovaná ATRP. Celkové množství obnoveného aktivátoru by se mělo zhruba rovnat množství ztracených koncových skupin.

#### ICAR
Průběžná obnova aktivátoru (ICAR) využívá běžné radikálové iniciátory, přičemž se aktivátor obnovuje průběžně, což snižuje jeho potřebnou koncentraci a činí proces vhodnějším pro průmysl.

#### ARGET
Obnova aktivátorů přenosem elektronů (ARGET) je založena na tom, že neradikálové částice vytváří redukční činidla zajišťující obnovu CuI. Dobré redukční činidlo (například hydrazin, fenoly, sacharidy, kyselina askorbová) by mělo reagovat pouze s CuII a ne s radikály nebo jinými složkami reakční směsi.

#### SARA
V metodě SARA se používá Cu0, a to jak jako doplňkový aktivátor, tak i jako redukční činidlo. Cu0 pomalu, ale přímo, aktivuje halogenidy a také redukuje CuII na CuI. Zkoumáno bylo i využití jiných kovů v oxidačním čísle 0, například Mg, Zn a Fe.

#### eATRP
Při eATRP se aktivátor obnovuje elektrochemicky. Rozvoj eATRP umožnil přesné řízení redukce a vnější regulaci polymerizace. Při redoxní reakci se zde používá dvojice elektrod. Na katodě se CuII redukuje na CuI. Anoda se od polymerizačního prostředí odděluje skleněnou fritou a vodivým gelem. Je možné použít i hliníkovou elektrodu, která je ponořena přímo do roztoku.

#### Fotoindukovaná ATRP
Přímá fotoredukce katalyzátoru a/nebo fotochemická aktivace alkylhalogenidu umožňuje použití velmi malých množství katalyzátoru (řádově 10−4 %) bez přidávání dalších látek.

### Ostatní varianty

#### Obrácená ATRP
Při obrácené ATRP je přidávaný katalyzátor ve vyšším oxidačním čísle. Řetězce se aktivují běžnými radikálovými iniciátory (například AIBN) a deaktivují přechodným kovem. Zdrojem přenášeného halogenu je sůl mědi, která musí být přítomna v podobné koncentraci jako kov.

#### SR&NI ATRP
Metoda SR&NI ATRP využívá směs radikálového iniciátoru a aktivního katalyzátoru (v nižším oxidačním čísle) umožňuje tvorbu blokových kopolymerů (s příměsí homopolymerů), které běžnou obrácenou ATRP nelze vytvořit.

#### AGET ATRP
Při AGET ATRP aktivátory vzniklé přenosy elektronů využívají k obnově nižšího oxidačního čísla u kovu redukční činidlo, které (na rozdíl od organických radikálů) nemůže iniciovat řetězec; takto se používají například kovová měď, cínaté soli, kyselina askorbová, nebo triethylamin. Tento postup dovoluje nízkou koncentraci přechodných kovů a lze jej použít i ve vodných nebo disperzních prostředích.

#### Hybridní systémy a systémy dvou kovů
Při tomto postupu se používají různé kovy v různých oxidačních číslech, často na pevných nosičích, jež slouží jako aktivátory/deaktivátory. Soli železa mohou účinně aktivovat alkylhalogenidy, ale vyžadují účinný deaktivátor Cu(II), ten však může být použit v nižších koncentracích (3–5 mol%)

#### ATRP bez kovů
Pozůstatky kovů ve výsledných produktech omezují využití ATRP v biomedicíně a elektronice. V roce 2014 byl vyvinut katalytický systém zahrnující fotoredoxní reakci 10-fenothiazinu. Pomocí ATRP bez použití kovů byly provedeny řízené polymerizace několika methakrylátů. Tento postup byl následně rozšířen o polymerizaci akrylonitrilu.

#### Mechano/sono-ATRP
Mechano/sono-ATRP využívá mechanické působení, většinou ultrazvuku, které zlepšuje tvorbu a obnovu aktivátorů. První popsaný příklad je založen na piezoelektrických vlastnostech titaničitanu barnatého, které pomáhají redukovat měďnaté ionty. Tento postup byl později vylepšen povrchovou funkcionalizací částic titaničitanu barnatého či oxidu zinečnatého, čímž se dosáhlo rychlejšího průběhu a lepšího řízení polymerizace. Lze také použít, kromě piezoelektrických materiálů, vodu a uhličitany. Mechanochemicky homolyzované molekuly vody se radikálově navazují na monomery a současně se redukuje Cu(II). Mechanicky nestálé komplexy Cu(II) vznikající za přítomnosti nerozpustných uhličitanů oxidují molekuly dimethylsulfoxidu, použitého jako rozpouštědlo, čímž obnovují, za uvolnění oxidu uhličitého, Cu(I).

#### Biokatalytická ATRP
Jako katalyzátory radikálových polymerizací s přenosem atomů lze použít i metaloenzymy Posléze začal být prováděn rovněž výzkum biokatalytické radikálové polymerizace s vratnou deaktivací.

## Polymery vyráběné radikálovou polymerizací s přenosem atomů
- Polystyren
- Polymethy methakrylát
- Polyakrylamid